# مارينا مازيتش
مارينا مازيتش (بالكرواتية: Marina Mazić) مواليد 25 سبتمبر 1980 في زغرب، جمهورية يوغوسلافيا الاشتراكية الاتحادية، هي لاعبة كرة سلة كرواتية معتزلة. اعتزلت اللعب في 2011. لعبت مع كرواتيا 2006 زغرب، ثم لعبت مع نادي شيبينيك لكرة السلة للسيدات، ثم لعبت مع نادي غوسبيتش لكرة السلة للسيدات، ثم لعبت مع نادي نوفي زغرب لكرة السلة في موسم 2010–2011.

## روابط خارجية
- مارينا مازيتش على موقع كرة السلة الأوروبية.كوم (الإنجليزية)
- مارينا مازيتش على موقع بروبوليرز (الإنجليزية)